# SXTVS
Shaanxi Television, de asemenea, cunoscut sub numele de  'SXTV' , este o rețea de televiziune chinez cu sediul în Xi'an, Shaanxi, Republica Populară Chineză.

## Istoric
SXTV a fost creat în 1960. Acesta a mers sub o fuziune majoră cu televiziune prin cablu Sha'anxi în 2001. Noul SXTV mers pe aer la 1 ianuarie 2002.

### Motto
Motto-ul este SXTV"传五千年历史文明。播新时代先进文化/傳五千年曆史文明。播新時代先進文化。"

### Canale
Canal pilot SXTV este SXTVS. Aici este o listă de canale SXTV:
- Agricultura Canal
- News Channel
- SXTVS 2 (Youth Channel)
- Family Canal
- Canal cu filme & divertisment
- Canal public
- Shopping Canal
- Sport (în cooperare cu ESPN)